# 김정석 (축구인)
김정석(金禎錫, 1939년 10월 1일~)은 대한민국의 은퇴한 축구 선수로, 포지션은 수비수였다. 1964년 하계 올림픽에 참가했다.